# Micropterix klimeschi
Micropterix klimeschi és una espècie d'arna de la família Micropterigidae. Va ser descrita per Heath, l'any 1973.
És una espècie endèmica de  Rodes a Grècia i Turquia.
Té una envergadura d'uns 6.3-8,8 mm.

## Subespècies
- Micropterix klimeschi rhodiensis Kurz, M. A., M. E. Kurz & Zeller, 1993 (Rhodes)
- Micropterix klimeschi klimeschi Heath, 1973 (Dedegöl Dag a Turquia)